# 猫儿山杜鹃
猫儿山杜鹃（学名：Rhododendron maoerense）为杜鹃花科杜鹃花属下的一个种。

## 扩展阅读
- 維基物種上的相關：猫儿山杜鹃